# Улица Эдуарда Смильгя
Улица Эдуарда Смильгя (латыш. Eduarda Smiļģa iela) — улица в Курземском районе (от начала до ул. Слокас) и Земгальском предместье города Риги, в историческом районе Агенскалнс. Начинается от перекрёстка улиц Межа и Пукю, пролегает в южном и юго-западном направлении до улицы Маза Нометню.
Общая длина улицы Эдуарда Смильгя составляет 1181 метр. На всём протяжении асфальтирована. От начала улицы до перекрёстка с улицей Бариню движение одностороннее (в сторону начала улицы), на остальной части двустороннее. Общественный транспорт по улице не курсирует, но на улице Бариню есть остановка «Eduarda Smiļģa iela».

## История
Улица Эдуарда Смильгя образовалась в середине XIX века. Впервые упоминается в 1861 году как Кузнечная улица (нем. Schmiedestrasse, латыш. Kalēju iela) — в прежние годы сразу несколько рижских улиц носили такое наименование.
В 1885 году название было изменено на Дорофеинская улица (нем. Dorotheenstrasse, латыш. Dorotejas iela), а в 1921 его скорректировали в латышскую форму Dārtas iela.
Современное название, в честь латвийского актёра и театрального режиссёра Эдуарда Смильгиса (1886—1966), почти всю жизнь прожившего на этой улице в доме № 37, присвоено в 1966 году.

## Застройка
- Нечётная сторона улицы Эдуарда Смильгя входит в участок исторической застройки Пардаугавы, являющийся памятником градостроительства XVIII—XIX веков[6].
- Дом № 1 — жилой дом 1894 года постройки, архитектор Вильгельм Бокслаф[7].
- Дом № 10 (1904, архитектор Я. Алкснис) и дом № 54 (1926) — памятники архитектуры местного значения[8]. В доме 10 на рубеже 1920-1930-х годов жил писатель Э. Бирзниекс-Упитис[7].
- В доме № 23a в 1900—1909 годах жил Кришьянис Баронс[3].
- В доме № 37 (построен в 1928-1932 годах как жилой дом, архитектор Э. Шталберг)[7] расположен Театральный музей имени Э. Смильгиса[9].
- Дом № 46 — административное здание, построенное в 1976 году для органов власти Ленинского района города Риги (райисполком, райком КПЛ и др.)[3].

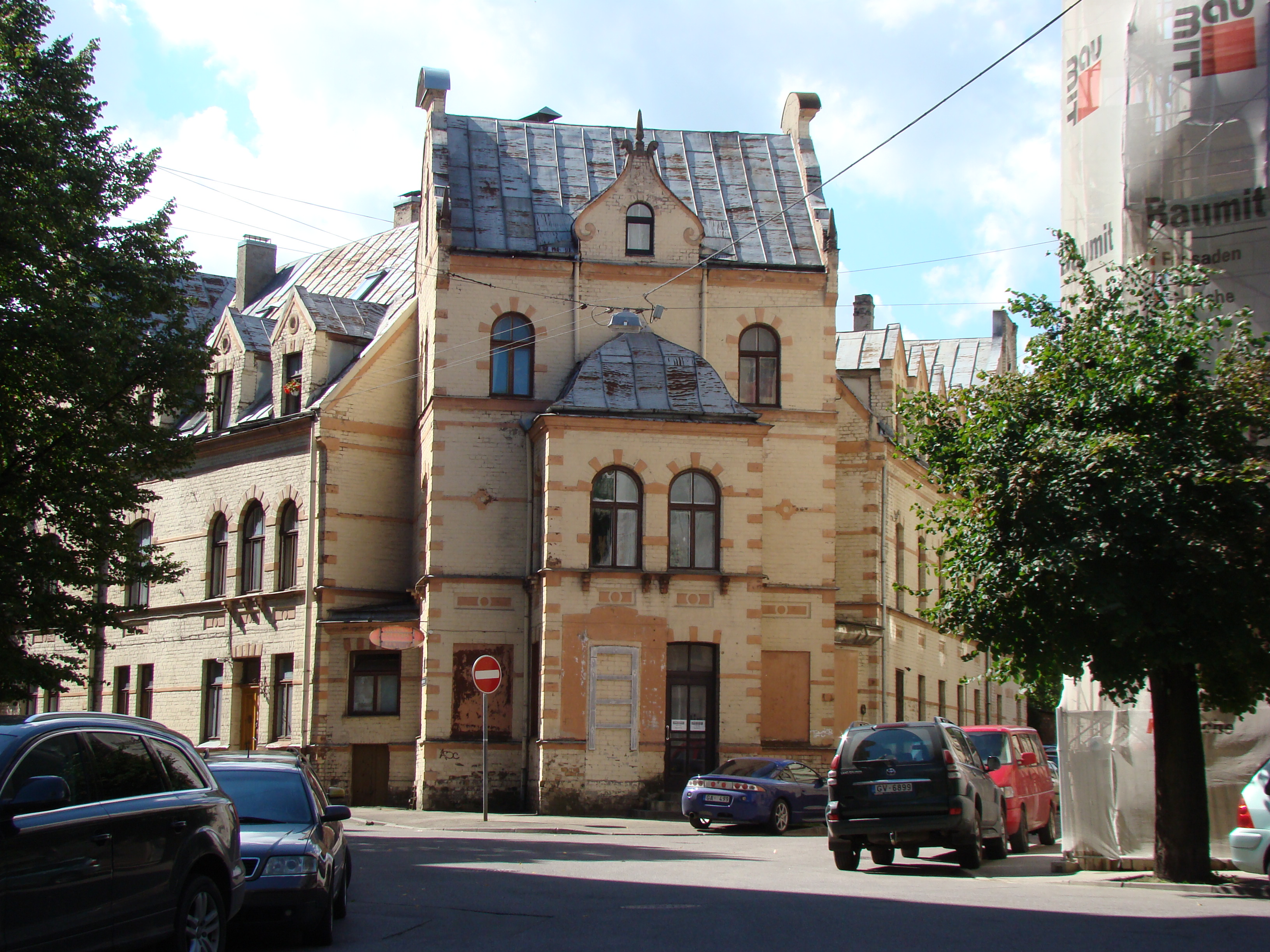
Дом № 1 (угол ул. Пукю)
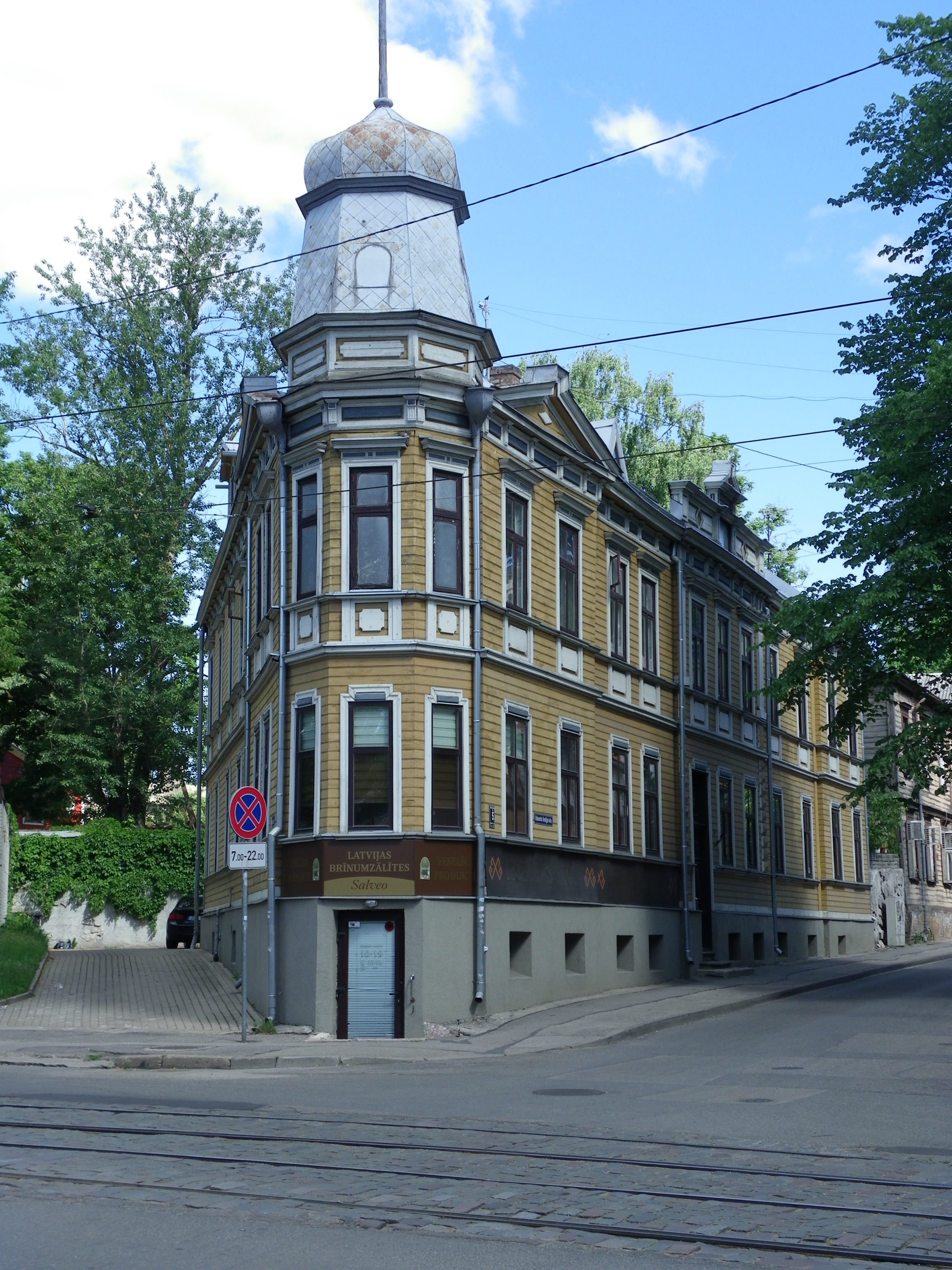
Дом № 5 (вид от ул. Слокас)
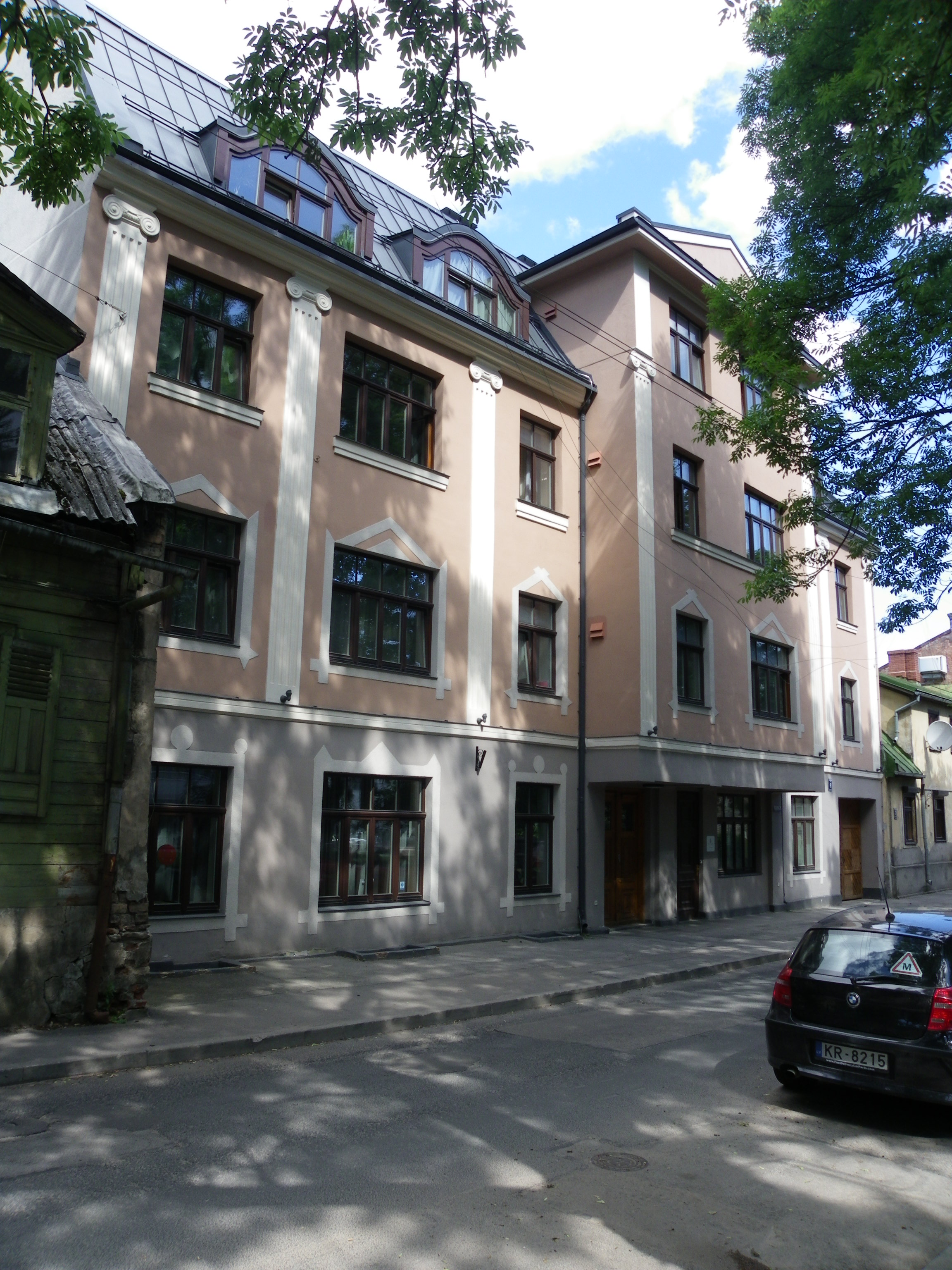
Дом № 9
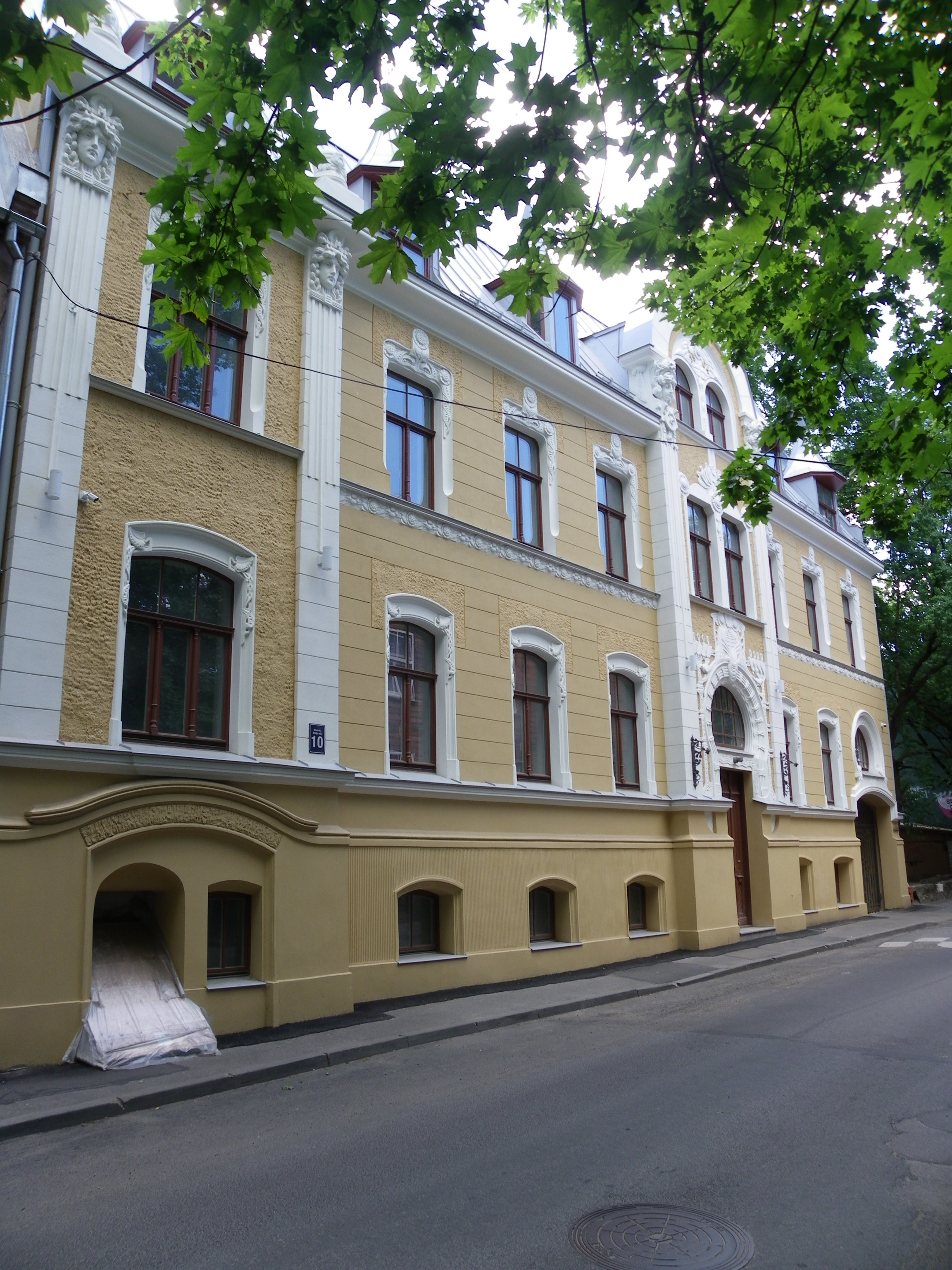
Дом № 10
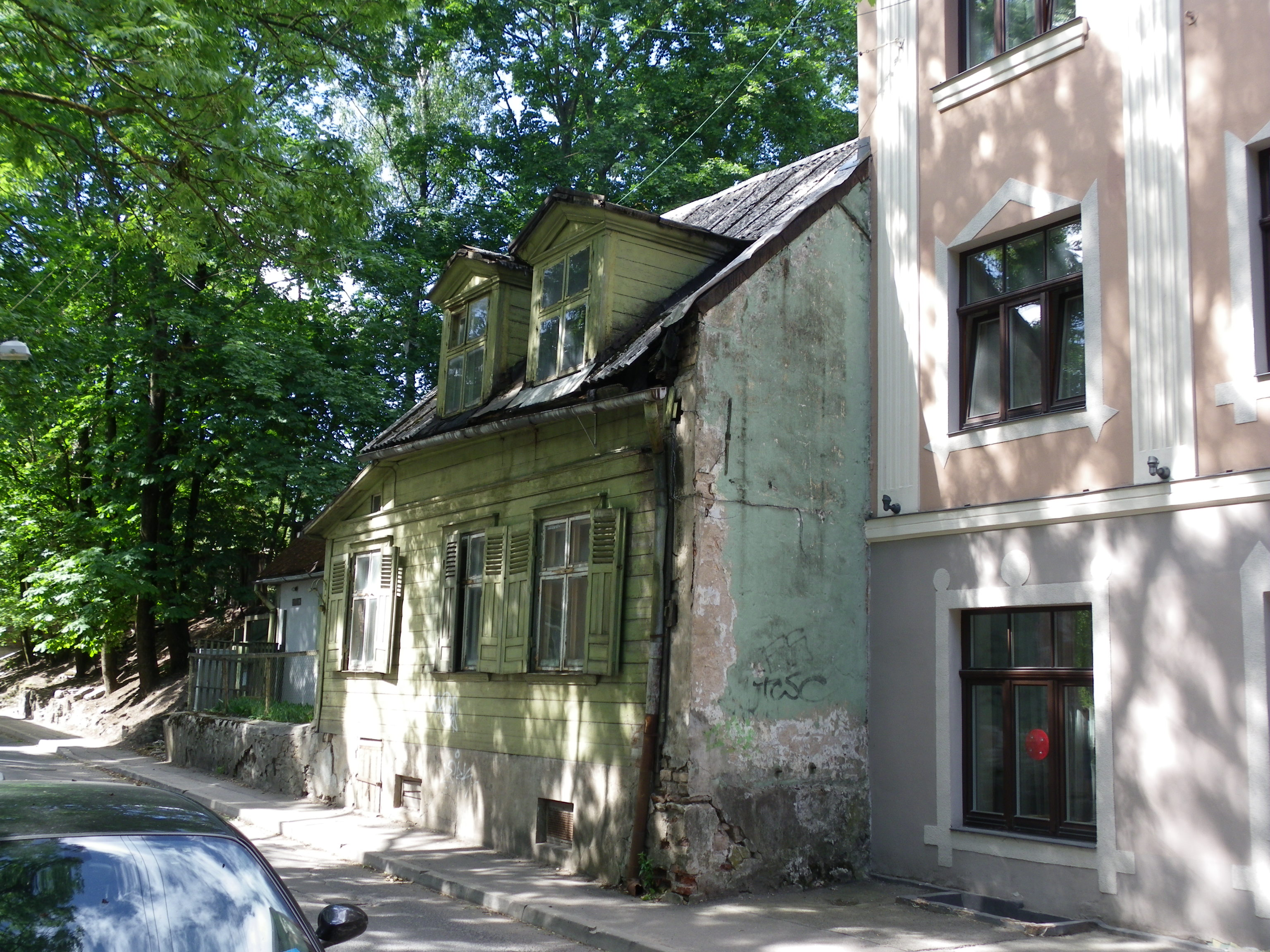
Дом № 11
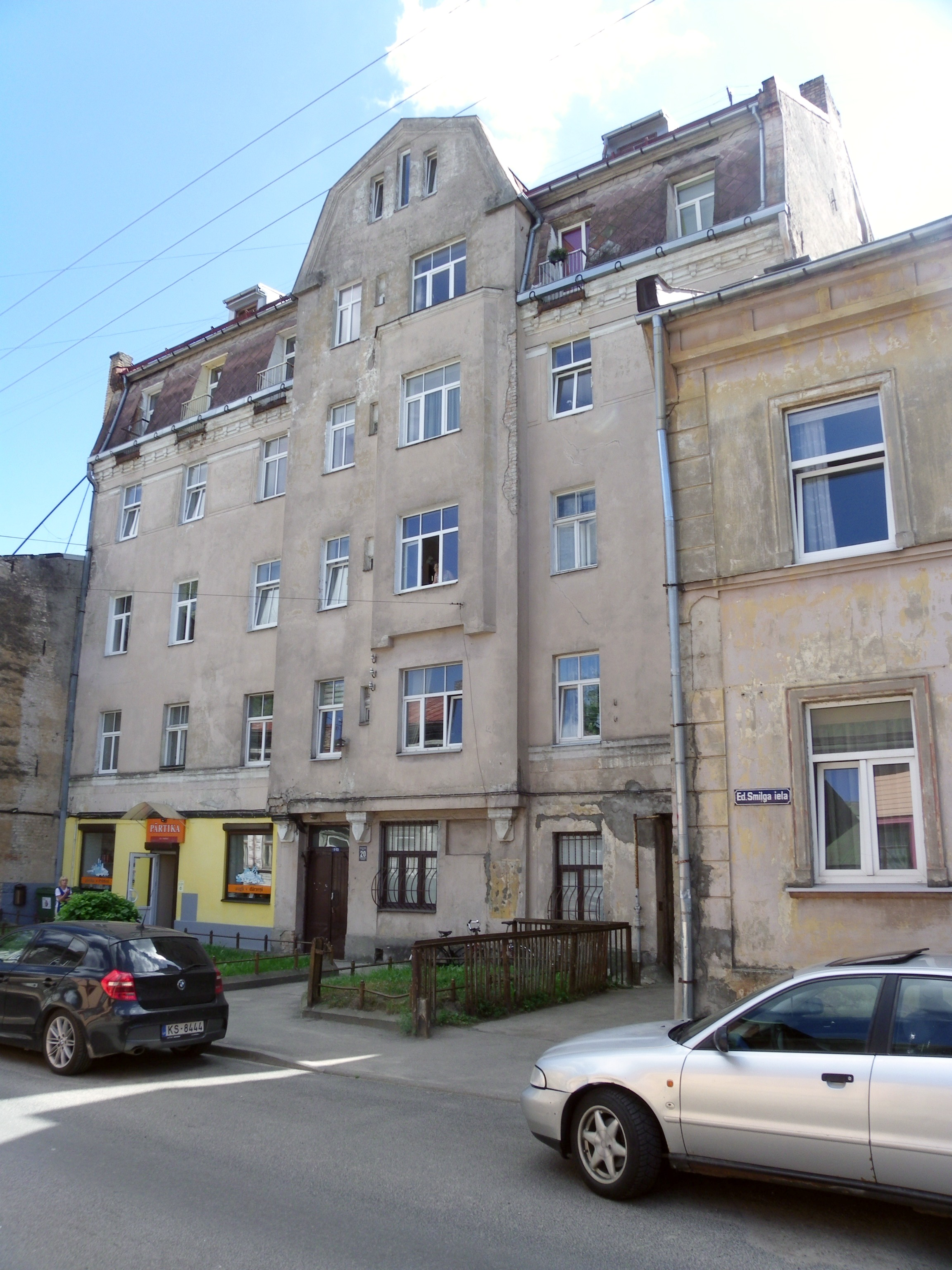
Дом № 20
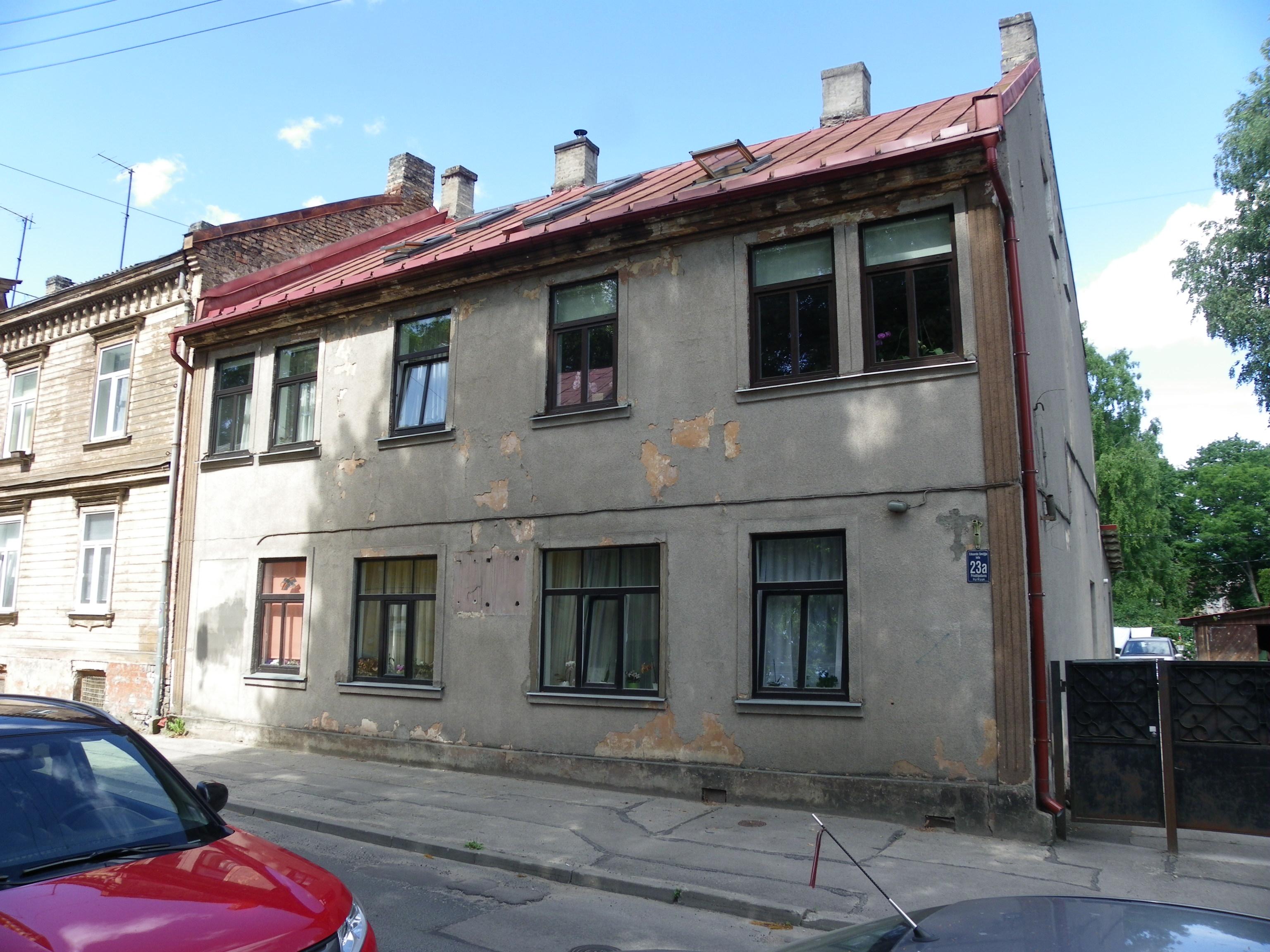
Дом № 23a
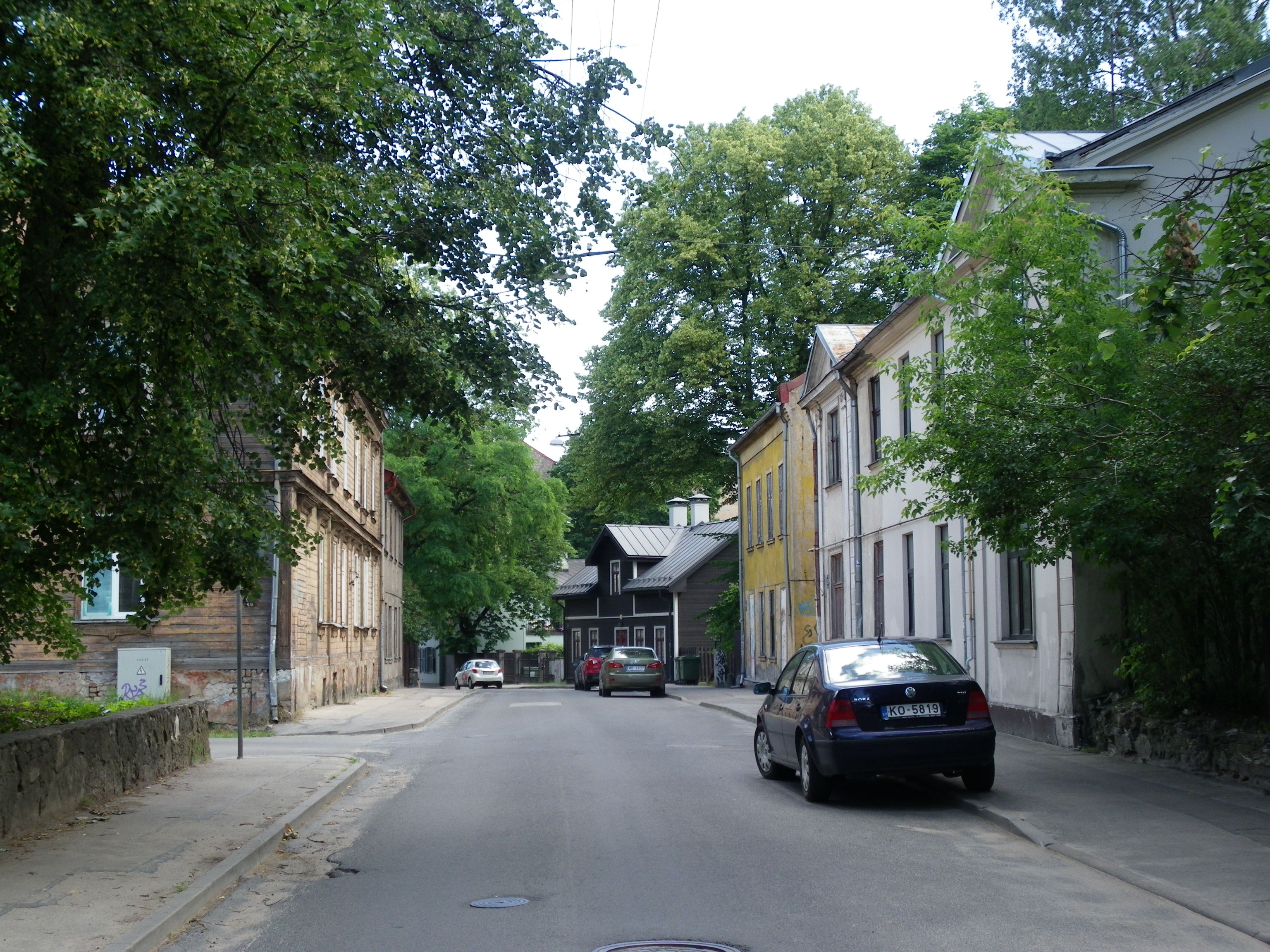
Улица у дома № 32
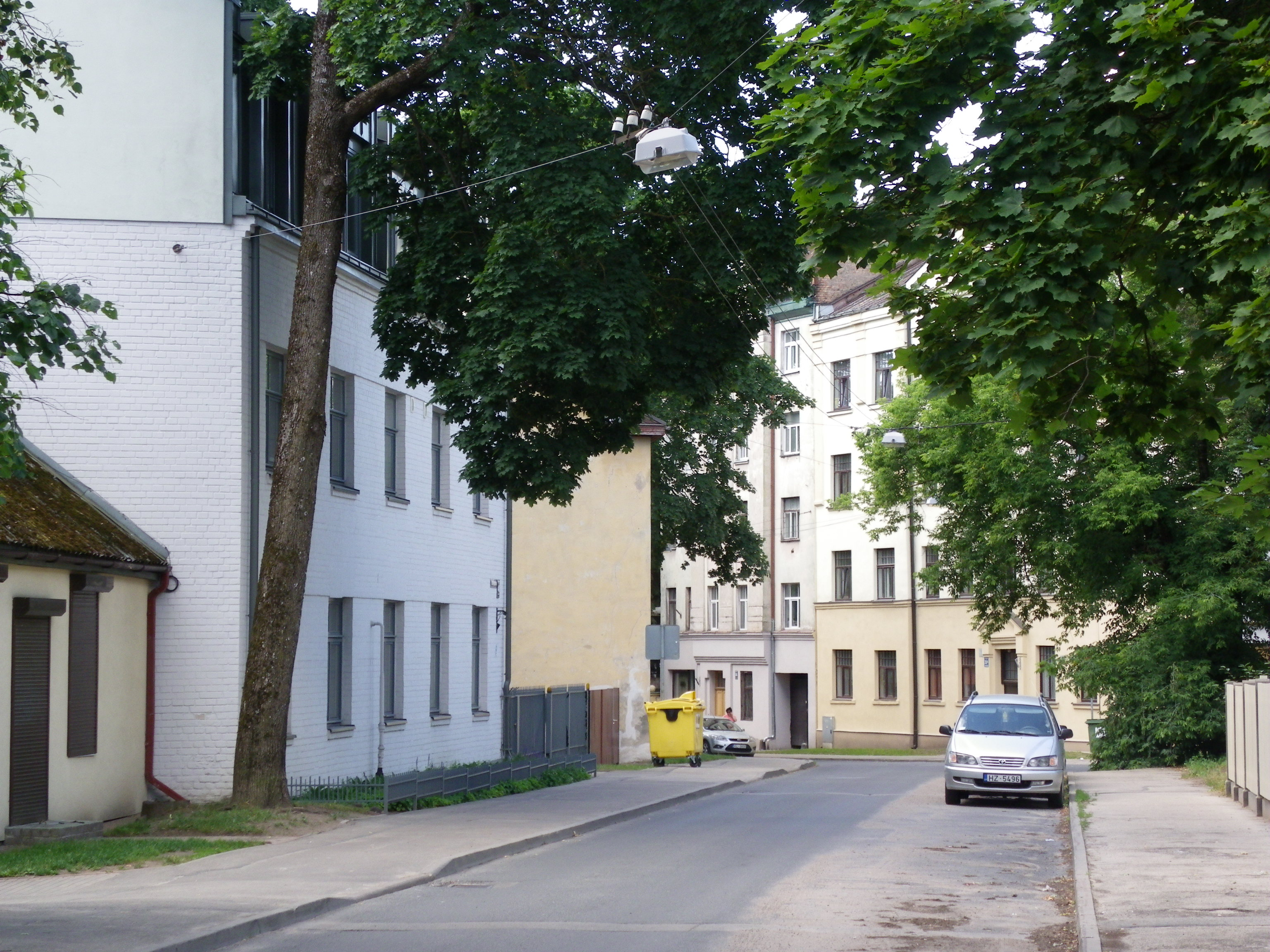
Улица у дома № 40
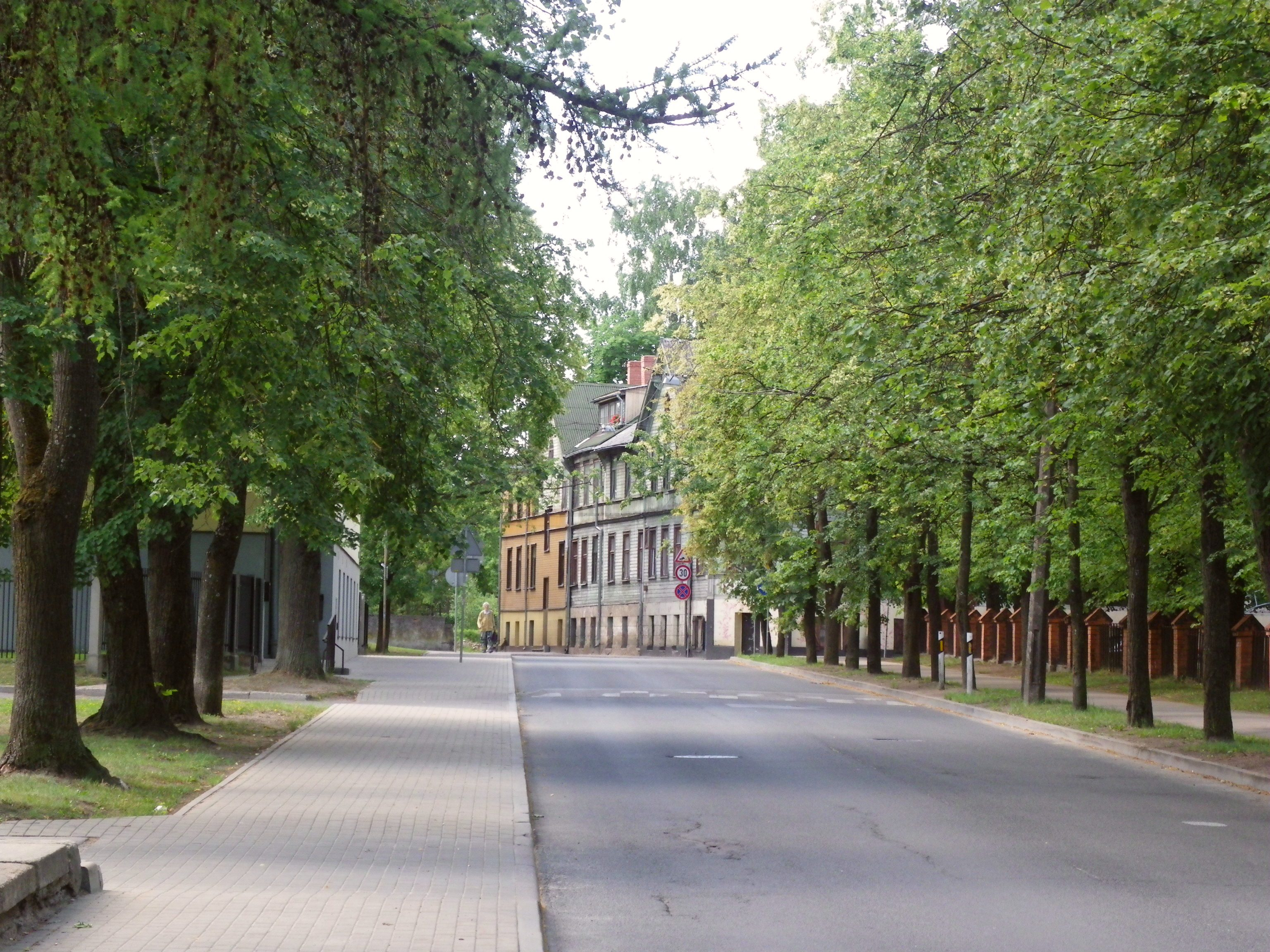
Дальний участок улицы

## Прилегающие улицы
Улица Эдуарда Смильгя пересекается со следующими улицами:
- улица Межа
- улица Пукю
- улица Слокас
- улица Медус
- улица Жубишу
- улица Весера
- улица Стразду
- улица Ауглю
- улица Амалияс
- улица Лапу
- улица Бариню
- улица Зеллю
- улица Маза Нометню